# Eye of the Storm (Computerspiel)
Eye of the Storm ist ein Videospiel, das von Rebellion Developments entwickelt wurde. Es erschien 1994 für den Commodore Amiga und MS-DOS-PC, wurde bei Veröffentlichung jedoch überwiegend negativ bewertet.

## Hintergrundgeschichte und Spielablauf
Im Jahr 2124 wird in der Atmosphäre des Planeten Jupiter außerirdisches Leben entdeckt. Der Große Rote Fleck, ein gigantischer Zyklon, wird daraufhin zum Schutzgebiet erklärt, zieht jedoch Wilderer und andere profitsuchende Abenteurer an. Im Auftrag einer als Interstellar Conservation Executive (im Deutschen als Interstellare Umweltschutzbehörde) bezeichneten Behörde hat der Spieler die Aufgabe, die Lebensformen der Jupiteratmosphäre zu dokumentieren, Wilddiebe und Wegelagerer zu bekämpfen, kann jedoch auch illegalerweise Lebensformen einfangen und verkaufen.
Der Spieler steuert sein Raumschiff über Maus, Tastatur oder Joystick. Ausgangspunkt jedes Einsatzes ist eine Basisstation, zu der der Spieler zu Reparaturen, zur Ausrüstung seines Raumschiffes und zum Abliefern gefangener Lebewesen zurückkehren muss. Hierbei kann der Spieler verbesserte Ausrüstung erwerben, insbesondere verbesserte Waffen und Sensoren sowie Verstärkungen für den Rumpf seines Raumschiffes, da dieses vom mit zunehmender Tiefe umso stärker werdenden hydrostatischen Druck beschädigt werden kann, was das weitere Vordringen in die Jupiteratmosphäre drastisch einschränkt.

## Entstehung und Technik
Eye of the Storm war das erste Spiel, das von Rebellion Developments entwickelt wurde. Alleiniger Designer und Grafiker des Spiels war Rebellion-Gründer Jason Kingsley, der auch das Handbuch verfasste. Die Programmierung erfolgte durch Alister Perrott und Paul Gomm.
Die Umgebung und alle bewegten Objekte sind mit einer einfachen Vektorgrafik in Form untexturierter Polygone dargestellt; Bitmaps werden lediglich für das Intro und in Menüs verwendet. Die Jupiteratmosphäre ist in rötlichen Farbtönen dargestellt und hellt sich zum Horizont hin auf. Bei den außerirdischen Lebensformen handelt es sich teils um abstrakte geometrische Formen, teils aber auch um Abwandlungen irdischer Meerestiere wie Wale oder Delfine.
Eye of the Storm erlaubt die Auswahl mehrerer Grafikformate. Neben dem für die Zeit seiner Veröffentlichung üblichen VGA/MCGA-Standard in 320×200 Pixeln und 256 Farben wurden bei gleichbleibender Auflösung auch noch EGA (16 Farben) und CGA (4 Farben) unterstützt. Zusätzlich waren ein VGA-Modus mit 400×320 Pixeln und zwei SVGA-Modi mit 640×400 Pixeln und 256 Farben (VESA sowie ein spezieller, exklusiv auf Grafikkarten des zu Western Digital gehörigen Herstellers Paradise Systems zugeschnittener Modus) wählbar.
Als Kopierschutz diente eine simple Abfrage von Zahlenwerten aus einer Tabelle, in der die Distanz zwischen zwei Koordinaten-Sektoren angegeben war. Die PC-Version wurde auf zwei 3,5"-Disketten sowie vornehmlich auf CD-ROM ausgeliefert. Das mit dem Spiel mitgelieferte Handbuch bestand größtenteils aus Informationen über die Hintergrundgeschichte. Die Sprache der Benutzeroberfläche kann im Spiel selber umgestellt werden; ein Kuriosum ist dabei, dass sowohl Britisches als auch internationales Englisch wählbar sind.

## Rezeption
In der zeitgenössischen Kritik wurde Eye of the Storm mittelmäßig bis schlecht bewertet. Kritisiert wurden vor allem die veraltete Grafik und der simple Spielablauf, wenngleich bei letzterem Vergleiche zu Elite gezogen wurden. Am wohlwollendsten äußerte sich die Zeitschrift Amiga Joker, die für das Spiel eine Wertung von 60 % vergab:

„Das Handling via Tastatur, Nager oder Stick funktioniert […] nach kurzer Eingewöhnung relativ problemlos […] Was die Präsentation betrifft, so hat man nach dem hübschen und von fetziger Rockmusik begleiten Intro das Beste bereits hinter sich: Im Spiel selbst wird der Betrachter mit unscheinbarer, aber immerhin flotter 3D-Vektorgrafik abgespeist, bei der lediglich die feinen Animationen der galaktischen Wale, Delphine, Haie etc. wirklich zu gefallen wissen. […] Zudem entlockt das oberflächliche Gameplay selbst dem Kenner des steinalten „Elite“ auf Dauer bloß ein müdes Gähnen – mangelnde Komplexität kann eben auch eine ökologisch noch so wertvolle Hintergrundgeschichte nicht ersetzen.“

Die PC Games bewertete Eye of the Storm in Ausgabe 8/1994 mit 52 % und kritisierte vor allem, dass die Datenmenge von 2,8 MB keine CD-ROM erfordert hätte. Weiterhin wurde die Grafik bemängelt, die laut Tester Alexander Rizzi „vielleicht 1990 up to date [war]“ und mit der man „heutzutage wirklich keinen Hund mehr hinter dem Ofen [hervorlockt]“.
Besonders negativ äußerte sich die PC Player, die das Spiel in Ausgabe 6/1994 mit lediglich 23 % bewertete:

„Hat denn niemand den Programmierern gesagt, daß man mit 256 Farben tatsächlich Abwechslung auf den Bildschirm bringen kann? Rot und schwarz mit grünen Pünktchen versetzt das Privateer-verwöhnte Auge nicht gerade in Ekstase. […] Der nächste Schreck ist die Steuerung des Raumschiffs, die den Raumkampf zur Qual macht. […] Spätestens wenn man zum fünften Mal vor der Heimatbasis abgeschossen wurde, weil das verflixte Raumschiff einfach nicht andocken wollte, drückt man entnervt den Resetknopf.“

Positiver beurteilte im Nachhinein die Abandonware-Seite Home of the Underdogs das Spiel. Sie zeichnete das Eye of the Storm mit dem Top Dog aus und lobte einzelne Aspekte des Spiels wie folgt:

“[…] what makes Eye of the Storm much better than average is the very smooth, fast polygonal 3D graphics that is much more advanced than most space opera games of the time. Ship handling is excellent, and in contrast to pure space action games such as Wing Commander series, you'll really feel that you are fighting in space. […] While Eye of the Storm won't take the crown away from Elite or Wing Commander, it's a fun space simulation that deserve a closer look.”

„[…] was Eye of the Storm viel besser als durchschnittlich macht, ist die sehr glatte und schnelle polygonale 3D-Grafik, die viel fortschrittlicher als bei den meisten Weltraumopern-Spielen der Zeit ist. Die Bedienung der Schiffe ist exzellent, und im Unterschied zu reinen Weltraum-Actionspielen wie der Wing-Commander-Reihe hat man wirklich das Gefühl, im Weltraum zu kämpfen. […] Zwar entthront Eye of the Storm nicht unbedingt Wing Commander oder Elite, aber es ist eine spaßige Weltraumsimulation, die einen näheren Blick verdient.“